# La Source (film, 1972)
Pour les articles homonymes, voir La Source.
La Source (persan : چشمه, Cheshme) est un film iranien réalisé par Arby Ovanessian sorti en 1972.

## Synopsis
Histoire d'amour tragique entre deux amants de religions différentes.

## Fiche technique
- Titre original : Cheshme, (persan : چشمه)
- Titre français : La Source
- Titre anglais : The Spring
- Réalisation : Arby Ovanessian
- Scénario : Arby Ovanessian
- Musique : Komitas
- Photographie : Nemat Haghighi
- Son : Norik Baghdarsian
- Production : Raymond Hoagimian
- Société de production : Radio et télévision nationales iraniennes
- Pays de production :  État impérial d'Iran
- Langue originale : persan
- Durée : 96 minutes
- Format : noir et blanc
- Dates de sortie :
  - Iran : 1972 (à la télévision)
  - France : 1979, au Festival des trois continents

## Distribution
- Arman
- Mahtaj Nojoomi
- Jamshid Mashayekhi
- Parviz Poorhosseini (en)
- Fakhri Pazooki
- Esmaeel Khalaj (en)
- Faramarz Sadighi
- Hooshang Shahbazi
- Farhad Majd Abadi
- Shahroo Kheradmand

## Analyse
Adaptation d'une histoire arménienne, le film emprunte aussi des éléments au monde iranien. La source, qui est un symbole de nouvelle vie dans les mythologies d'Asie centrale, est une allusion au miracle qui n'arrive jamais.

## Exploitation
Il est présenté lors de la première édition du Festival des trois continents de Nantes en 1979.